# أحمد سويلم
أحمد محمد محمد سويلم '(ولد في بيلا، بمحافظة كفر الشيخ، مصر سنة 1942) هو شاعر مصري، حصل على جائزة الدولة التقديرية في الآداب سنة 2016.

## حياته
حصل سويلم على بكالوريوس التجارة 1966م، وهو يعمل مديراً للنشر في دار المعارف وأستاذاً غير متفرغ لمادة أدب الأطفال في كلية التربية بجامعة حلوان. عضو لجنة الشعر بالمجلس الأعلى للثقافة ومجلس إدارة اتحاد الكتاب واتحاد الأدباء ونقابة الصحفيين.

## أعماله

### دواوينه الشعرية
- الطريق والقلب الحائر 1967
- الهجرة من الجهات الأربع 1970
- البحث عن الدائرة المجهولة 1973
- الليل وذاكرة الأوراق 1977
- الخروج إلى النهر 1980
- السفر والأوسمة 1985
- العطش الأكبر 1986
- الشوق في مدائن العشق 1987
- قراءة في كتاب الليل 1989
- الأعمال الشعرية 1992
- الزمان العصي 1996
- الرحيل إلى المدن الساهرة 1997
- لزوميات 1997
- مختارات شعرية 1999

### مسرحيات شعرية
- أخناتون 1982
- شهريار 1983
- عنترة 1991
- الفارس 1997.

### مؤلفات أخرى
- شعرنا القديم: رؤية عصرية
- المرأة في شعر البياتي
- أطفالنا في عيون الشعراء
- محمد الهراوي

## الجوائز
- جائزة المجلس الأعلى للفنون والآداب 1965 - 1966
- كأس القباني 1967
- جائزة الدولة التشجيعية 1989
- الدكتوراه الفخرية من كاليفورنيا 1990
- جائزة أندلسية للشعر 1997
- جائزة الدولة التقديرية في الآداب 2016